# De staatssecretaris en zijn stokpaardje
De staatssecretaris en zijn stokpaardje is een hoorspel van Kurt Heynicke. Der Staatssekretär und sein Steckenpferd werd op 1 augustus 1955 door de Hessischer Rundfunk uitgezonden. Alfred Pleiter vertaalde het, Dick van Putten regisseerde het en de AVRO zond het uit op maandag 29 september 1958. Het duurde 54 minuten.

## Rolbezetting
- Louis de Bree (staatssecretaris Barraine)
- Huib Orizand (Beauvisage, een ambtenaar)
- Fé Sciarone (Angélique, secretaresse)
- Piet te Nuyl sr. (Debucourt, minister-president)
- Rien van Noppen (Bastanier, secretaris-generaal)
- Johan Wolder (Printemps, een journalist)
- Jos van Turenhout (professor Kühnemann)
- Thom Hakker (een kantinechef)
- Daan van Ollefen (de burgemeester van Hauteville)
- Wiesje Bouwmeester (een waardin)
- Dick van ’t Sant (een radioreporter)
- Daan van Ollefen (Monsieur Vatelle)
- Hans Veerman (Monsieur Boulanger)

## Inhoud
Koningen verzamelen postzegels, ministers-presidenten schilderen met olieverf, de staatssecretaris in Kurt Heynickes hoorspel begeeft zich op het interessante gebied van het grotonderzoek. Hoe deze hoge ambtenaar door zijn hartstochtelijk bereden stokpaardje in conflict komt met de aan zijn ambt verbonden plichten en zich met behulp van een dubbelganger in en uit een lastig parket manoeuvreert, dat wordt door Heynicke met een eigen mengsel van geestigheid, ironie en echte levenswijsheid geschilderd…